# 桑利斯勒塞克
桑利斯勒塞克（法語：Senlis-le-Sec）是法国上法兰西大区索姆省的一个市镇，属于佩罗讷区和阿尔贝县。该市镇2009年时的人口为294人。

## 人口
桑利斯勒塞克人口变化图示
| 数据来源：INSEE |